# Bella au col blanc
Bella au col blanc est un tableau réalisé par Marc Chagall en 1917. 
Cette huile sur toile de lin est un portrait de famille qui représente Bella, l'épouse de l'artiste, en géante surplombant ce dernier et leur fille Ida. Elle est conservée au musée national d'Art moderne, à Paris.